# 柯锡杰
柯錫杰（1929年8月10日—2020年6月5日），出生于臺灣臺南市，被譽為「臺灣現代攝影第一人」，1942年進入高雄州立高雄工業學校（現高雄市立高雄高級工業職業學校）機械科就讀，為該校首屆畢業校友，畢業後進入南日本化學公司工作，戰後由台灣鹼業公司（後併入中石化公司）接手，柯錫杰還是留下來工作，期間日本廠長海野先生送他一台WELTA蛇腹式相機，開啟攝影的起點。1950年代末，柯錫杰與陳田稻、洪清雹等高雄的攝影同好組成「加菜會」，交流攝影心得，1958年聯絡到移居日本的第5個哥哥，1959年赴日本東京綜合寫真専門學校学习摄影，该校校长是重森弘淹。1961年與當時高雄市長陳啟川等二十餘人發起並創立高雄市攝影學會。
1962年柯錫杰在高雄台灣新聞報畫廊舉辦第一次攝影個展，引起藝評家顾献樑的驚艷，並於1963年，在顾献樑的引介下回台湾发展。到1967年，主要拍摄艺术家主题，以及做广告摄影。1967年前往纽约，曾担任William Silano的摄影助理，並曾經為Bazaar、Essence等國際知名雜誌擔任特約攝影。1979年，柯锡杰結束紐約的工作室，独自前往印度、南欧、北非自驾旅行拍摄，历時八个月，開創風格獨特的「心象風景」，以精確的技術與美感，傳達出文學「詩的意境」與美學「畫的質感」，使用「轉染法」的攝影作品，大幅提升了彩色攝影的藝術層次，引起專業攝影界極大的迴響。此時期的系列作品在台灣展出時更造成一股旋風，也為台灣現代攝影界帶來深遠的影響，被尊稱為「台灣現代攝影第一人」。
1985年，与樊潔兮结婚。1993年，自紐約返台長居，並与妻子共同创办潔兮杰舞团。1994年，在美国纽约汉默艺术画廊（Hammer Gallery）作摄影展。1996年，在纽约Lizan-Top Gallery参与彩色摄影大师影展。
柯錫杰跨界於純粹藝術與商業攝影，作品廣為國內外各大美術館所典藏；其中又以法國著名的藝術出版社Cercle d’art，在2005年由攝影評論家Herve Le Goff擔任撰述的柯錫杰攝影專集《KO SI-CHI》一書，印行法、英文版流通全球，可謂為台灣攝影藝術在國際發光。2000年及2008年，代表作「等待維納斯」分別於佳士得與羅芙奧拍賣公司，以攝影項目最高價成交，締造台灣攝影界的新記錄。世界知名的紐約漢默畫廊（Hammer Gallery）為了他而首次展出攝影作品。國內重要的藝術成就指標吳三連基金會也於2000年頒發藝術攝影類獎項給柯錫杰先生。2006年，法國著名岀版社 Cercle d'Art 曾以柯錫杰個人之藝術成就，特別出版攝影專輯《 KO SI-CHI 》一書，同年更獲頒國家文藝獎。2013年以高雄高工首屆校友身分獲頒傑出校友。2019年12月柯錫杰影像館於輔仁大學成立。其與舞蹈家妻子樊潔兮原居於臺灣臺北市信義區，後定居於新北市淡水區。
柯錫杰於2020年6月5日傍晚辭世，享耆壽90歲。

## 评价
法籍華裔的諾貝爾文學獎得主高行健：“他用照相机取代画笔，又超越了相机的机械性能和照片的物质性，赋予他的影像以某种绘画的可能。他用相机作画；具有杰出画家的秉赋。”
詩人瘂弦說他的影像如詩：「肉體撤退，人的精神與心靈出來了」、「柯錫杰帶著故鄉旅行」。

## 褒揚令
柯錫杰於2020年6月5日傍晚辭世，享耆壽90歲，文化部長李永得聞訊深感哀悼，於昨（20）日親至柯宅向遺孀樊潔兮女士致意。追思會於6月21日上午舉行，文化部常務次長李連權率業務主管到場致意，並由李次長代表頒贈總統褒揚令，樊潔兮女士代表家屬受贈，褒揚令全文為：

資深攝影家柯錫杰，曠達朗暢，軒秀高華。少歲因緣際會，託鍾愛於攝影，成專務則勤學；嗣遠渡日本，入東京綜合寫真專門學校研脩，礱琢淬砥，迭擅英名。遄返，構築磋磨分享平臺，張拓宏觀全球視野；持秉多元獨特風格，潛潤豐厚文化涵養，奧賾簡潔，幽微純粹；逸贍神采，雅才深致，善用鏡頭發抒浮世年景，開啟近七十載優游創作歲月。尤長「轉染法」印染奇技，色調漸層細膩，光影對比深邃，以《金海》、《樹與牆》、《等待維納斯》等經典佳品稱譽，融合詩賦意境哲思，體現繪事媒材質感；數度赴美舉辦個展，掌執撒哈拉拍攝計畫，遣興抱懷，超倫卓犖，允為臺灣現代攝影第一人。曾獲頒吳三連攝影獎、國家文藝獎等殊榮。綜其生平，扢揚本土藝術美學精蘊，引領臺灣心象攝影浪潮，弘聲志業，璀璨瑰琦；匠石運斤，薪傳流詠。遽聞遐齡殂落，悼惜良殷，應予明令褒揚，用示政府篤念耆彥之至意。

總　　　統　蔡英文　　　　

行政院院長　蘇貞昌　　　　

## 著作
- 《印象未曾見》，大塊文化，2012年12月
- 《轉動鏡頭的頑童-柯錫杰》，典藏藝術家庭出版，2008
- 《柯錫杰攝影五十年精選》，大塊文化，2006年11月
- 《心的视界:柯锡杰的摄影美学》

正体版：大塊文化，2006年11月
玖齡復刻版：大塊文化，2019年9月
简体版：福建教育出版社，2009年10月
- 《家鄉人》，行政院文化建設委員會指導贊助出版，2003
- 《柯錫杰的鏡頭與生命之旅》，台北：暢通文化出版，1999
- 《宇宙遊子－現代攝影第一人》，台北：天下文化出版，1997
- 《給我一個家》，1994
- 《心景》，1990

外文：

- 《Ko Si-Chi : Edition bilingue français-anglais》，Cercle d'Art，2006
- Tai-Chi for Beginners, Germany: Graff und Unzer Verlag, 1990
- Essential Tai Ji, Berkely: Celestial Arts, 1989
- Living Tao, Still Vision and Dancing Brushes, San Francisco: Celestial Arts, 1976
- Embrace Tiger, Return to Mountain, Utah: Real PeoplePress, 1976

## 藝廊
- 輔仁大學：柯錫杰影像館